# Elchfest
Elchfest ist ein Geschicklichkeitsspiel des Spieleautors Hermann Huber für zwei Personen aus dem Jahr 1999. Das Spiel erschien beim Verlag Kosmos Spiele in der Serie Spiele für Zwei sowie im gleichen Jahr bei dem französischen Verlag Tilsit Éditions unter dem Namen Caribooh, 2006 veröffentlichte Mayfair Games eine englische Version als Elk Fest.

## Thema und Ausstattung
Bei dem Spiel handelt sich um ein einfaches Geschicklichkeitsspiel, bei dem die beiden Mitspieler versuchen müssen, Trittsteine durch Schnippen so zu platzieren, dass ihr jeweiliger Elch einen Graben passieren kann. Gewinner ist der Spieler, der seinen Elch zuerst auf das gegenüberliegende Ufer bringt.
Das Spielmaterial ist vollständig aus Holz und besteht neben der Spielanleitung aus:
- zwei Elchen in zwei Farben,
- zwei Uferstücken in zwei Farben mit Gummifüßen und
- sechs grauen Felsenstücken.

## Spielweise

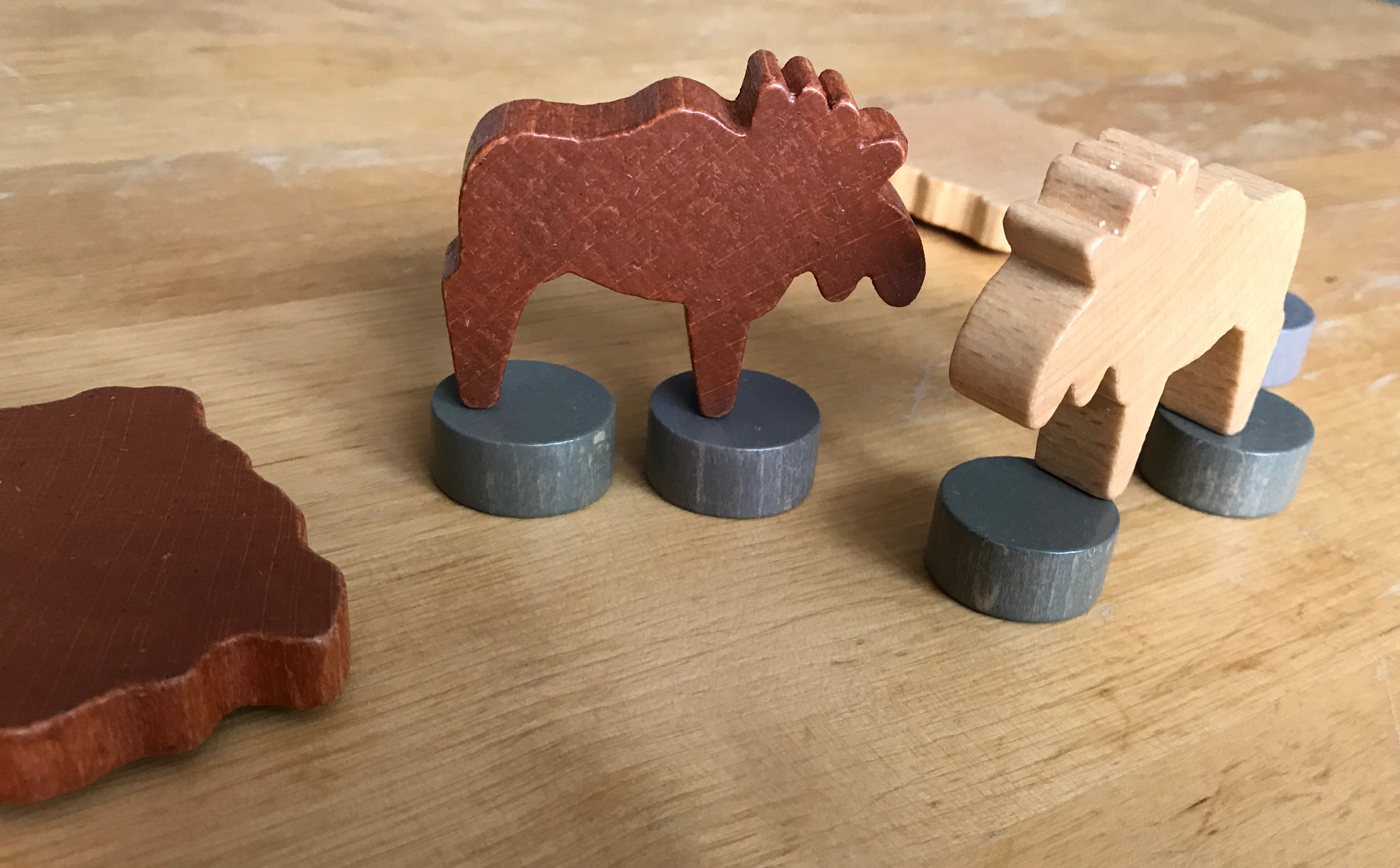
Während des Spiels müssen die beiden Elche aneinander vorbei die andere Uferseite erreichen.

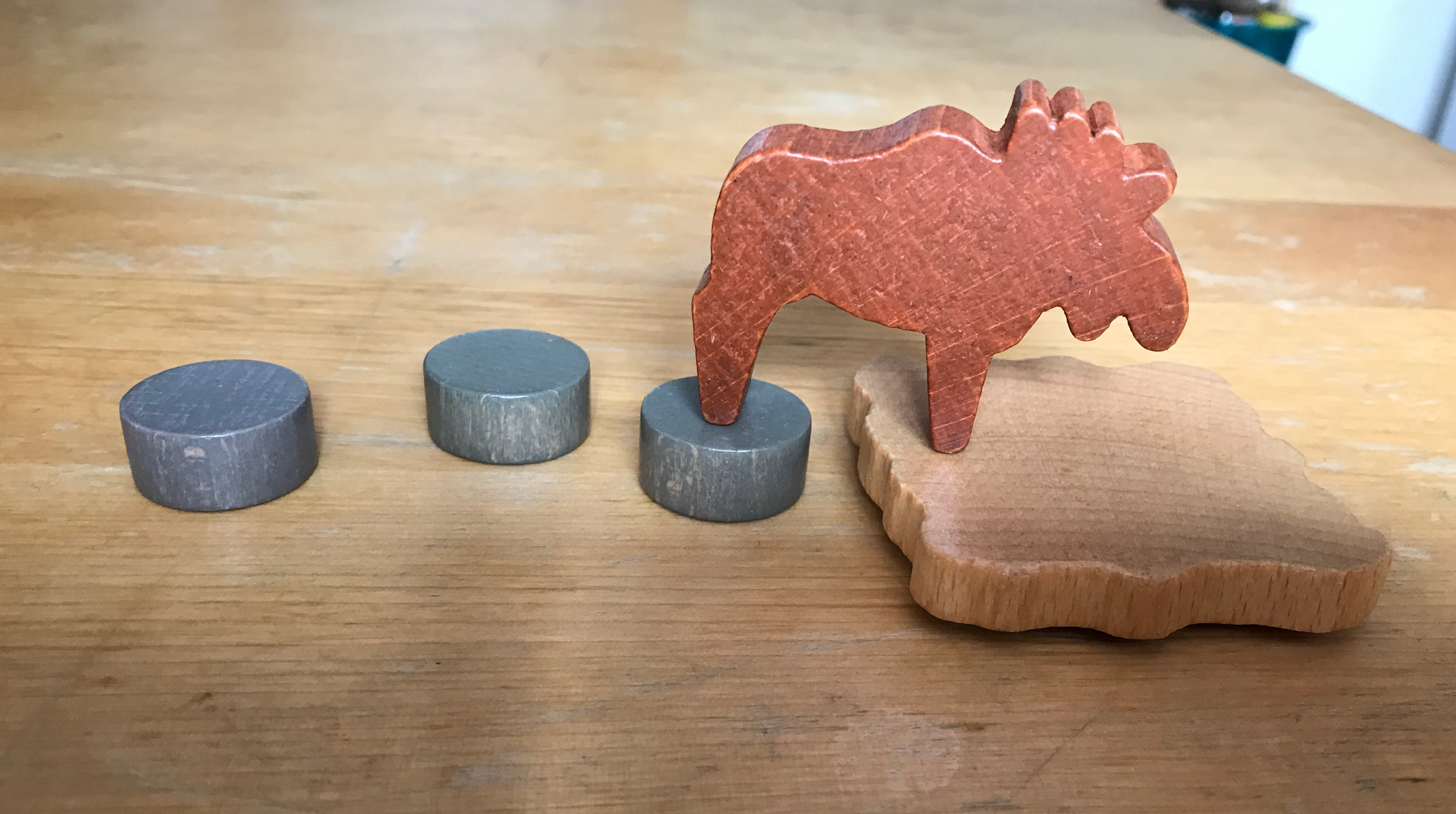
Das Spiel endet, wenn ein Elch von einem Felsen mit den Vorderhufen auf das gegnerische Uferstück gelangen kann.

Zu Beginn des Spiels wird das Spielfeld aufgebaut. Dazu werden die beiden Uferstücke in einem Abstand von etwa 50 Zentimetern auf eine glatte Tischplatte gelegt, jeweils drei der Felsenstücke werden daneben platziert. Auf jedes Uferstück wird der entsprechende Elch gestellt und beide Spieler wählen jeweils eine Farbe.
Beginnend mit einem Startspieler kommen die beiden Spieler abwechselnd zum Zug. Im ersten Zug dürfen beide Spieler jeweils die drei Felsenstücke ihrer Seite in das Spielfeld schnippen, in den folgenden Zügen schnippen sie nur noch jeweils zwei beliebige Felsenstücke. Diese müssen durch das Schnippen so platziert werden, dass sie es ihrem Elch ermöglichen, schrittweise näher an das andere Ufer zu kommen. Jederzeit innerhalb ihres Zuges dürfen die Spieler ihren Elch von einem Felsen auf den nächsten versetzen, solang dieser nicht die Tischplatte berührt. Fällt ein Elch um oder wird der angeschnippt und berührt die Tischplatte, wird er wieder wie vorher aufgestellt und der Zug des jeweiligen Spielers endet. Dies geschieht auch, wenn ein Felsen über die Tischplatte hinaus geschnippt wird. In diesem Fall wird der Felsen neben das Uferstück des verursachenden Spielers gelegt und so wieder in das Spiel gebracht.
Das Spiel endet, wenn ein Elch von einem Felsen mit den Vorderhufen auf das gegnerische Uferstück gelangen kann und damit den Abstand erfolgreich überbrückt hat. Der Spieler, dem dies gelingt, hat gewonnen. Wenn mehrere Spiele hintereinander gespielt werden sollen, kann der zweite Spieler noch so lang spielen, bis er ebenfalls das andere Ufer erreicht; die zusätzliche Anzahl an Schnippern wird als Punktwert notiert.

### Elk Fest: Log Jam!
2013 veröffentlichte Myfair Games die Mini-Erweiterung Elk Fest: Log Jam! zu dem Spiel, die aus vier doppelseitig bedruckten Plättchen besteht, den Log Tiles (Holzstücke). Zu Beginn des Spiels mit dieser Erweiterung werden die vier Teile in der Spielmitte platziert, wobei ein Uferstück als Abstandshalter beim Aufbau dient. Die Chips können mit Hilfe der Felsen angeschnippt werden und wie diese als Trittsteine dienen, wenn sie in Reichweite der Elche liegen bleiben. Bevor ein Elch allerdings auf ein Log Tile tritt, werden diese aufgedeckt, wobei drei Möglichkeiten bestehen:
| Symbol           | Regel | Anzahl |
| ---------------- | --- | ------ |
| Holzstück        | Der Elch darf das Holzstück betreten, muss aber im gleichen Zug mit den Vorderbeinen auf einen Felsen kommen, um nicht nass zu werden. Dabei darf er nicht zurück auf den Felsen, von dem er kommt. | 2      |
| wackliger Felsen | Der Elch darf den Chip wie einen Felsen nutzen. Wenn er von dem Felsen heruntergeht, löst sich dieser und wird aus dem Spiel genommen.                                                              | 1      |
| Bär              | Der Elch darf den Chip nicht betreten, er wirkt als Barriere. Der Bär bleibt im Spiel und kann in Folge wie ein Felsen geschnippt werden.                                                           | 1      |

Die restlichen Regeln entsprechen dem Grundspiel.

## Entwicklung und Rezeption
Das Spiel Elchfest wurde von dem österreichischen Spieleautor und Mathematiker Hermann Huber entwickelt und 1999 von Kosmos Spiele in der Serie Spiele für Zwei zu den Internationalen Spieltagen in Essen aufgelegt. Im gleichen Jahr erschien es bei dem französischen Verlag Tilsit Éditions unter dem Namen Caribooh und 2006 veröffentlichte Mayfair Games eine englische Version als Elk Fest.
Mayfair Games veröffentlichte 2013 im Rahmen eines Promotion-Sets auch die Mini-Erweiterung Elk Fest: Log Jam!.

## Belege
1. 1 2 3 4 5 6  Spieleanleitung Elchfest
2. 1 2 3  Elk Fest: Log Jam! in der Spieledatenbank BoardGameGeek (englisch); abgerufen am 9. September 2017.
3. ↑  Versionen von Elchfest in der Spieledatenbank BoardGameGeek (englisch); abgerufen am 9. September 2017.